# Agârbiciu (okręg Sybin)
Agârbiciu – wieś w Rumunii, w okręgu Sybin, w gminie Axente Sever. W 2011 roku liczyła 1269 mieszkańców.